# بخش خارگونه
بخش خارگونه (به انگلیسی: Khargone district) یک منطقهٔ مسکونی در هند است که در Indore division واقع شده‌است. بخش خارگونه ۸٬۰۳۰ کیلومتر مربع مساحت و ۱٬۸۷۳٬۰۴۶ نفر جمعیت دارد.